# تاماش مرتس
تاماش مِرتس (مجاری: Tamás Märcz؛ زادهٔ ۱۷ ژوئیه ۱۹۷۴) بازیکن واترپلو اهل مجارستان بود.
وی در مسابقات کشوری و بین‌المللی در مجموع برندهٔ ۲ مدال طلا شده‌است.